# Nonionidae
Nonionidae es una familia de foraminíferos bentónicos de la superfamilia Nonionoidea, del suborden Rotaliina y del orden Rotaliida. Su rango cronoestratigráfico abarca desde el Coniaciense (Cretácico superior) hasta la Actualidad.

## Clasificación
Nonionidae incluye a las siguientes subfamilias y géneros:
- Subfamilia Spirotectinae
  - Spirotecta †
- Subfamilia Nonioninae
  - Dariellina †
  - Evolutononion
  - Haynesina †
  - Lippsina †
  - Nonion
  - Nonionella
  - Nonionellina
  - Nonionelleta †
  - Nonionina
  - Nonionoides
  - Protelphidium †
  - Pseudononion
  - Subanomalina
  - Zeaflorilus
- Subfamilia Astrononioninae
  - Astrononion
  - Fijinonion
  - Laminononion
  - Pacinonion
- Subfamilia Pulleniinae
  - Bermudezinella
  - Carinomelonis
  - Chilostomellina
  - Cribropullenia †
  - Melonis
  - Pullenia
  - Pulleniella

Otros géneros considerados en Nonionidae son:
- Abbottina de la subfamilia Nonioninae, aceptado como Nonion
- Antillesina de la subfamilia Pulleniinae, aceptado como Cribropullenia
- Astronoides de la subfamilia Astrononioninae, aceptado como Pacinonion
- Azera de la subfamilia Nonioninae, aceptado como Nonion
- Compressopullenia de la subfamilia Pulleniinae
- Daria de la subfamilia Nonioninae, aceptado como Dariellina
- Gavelinonion de la subfamilia Pulleniinae, considerado sinónimo posterior de Melonis
- Melossis de la subfamilia Pulleniinae, aceptado como Melonis
- Neoanomalina de la subfamilia Nonioninae, aceptado como Nonion
- Nonionia de la subfamilia Nonioninae, considerado sinónimo posterior de Nonion, pero también de Anomalinoides
- Poropullenia de la subfamilia Pulleniinae, aceptado como Bermudezinella
- Ziesenhenneia de la subfamilia Nonioninae, aceptado como Nonionella